# Náutica de recreio

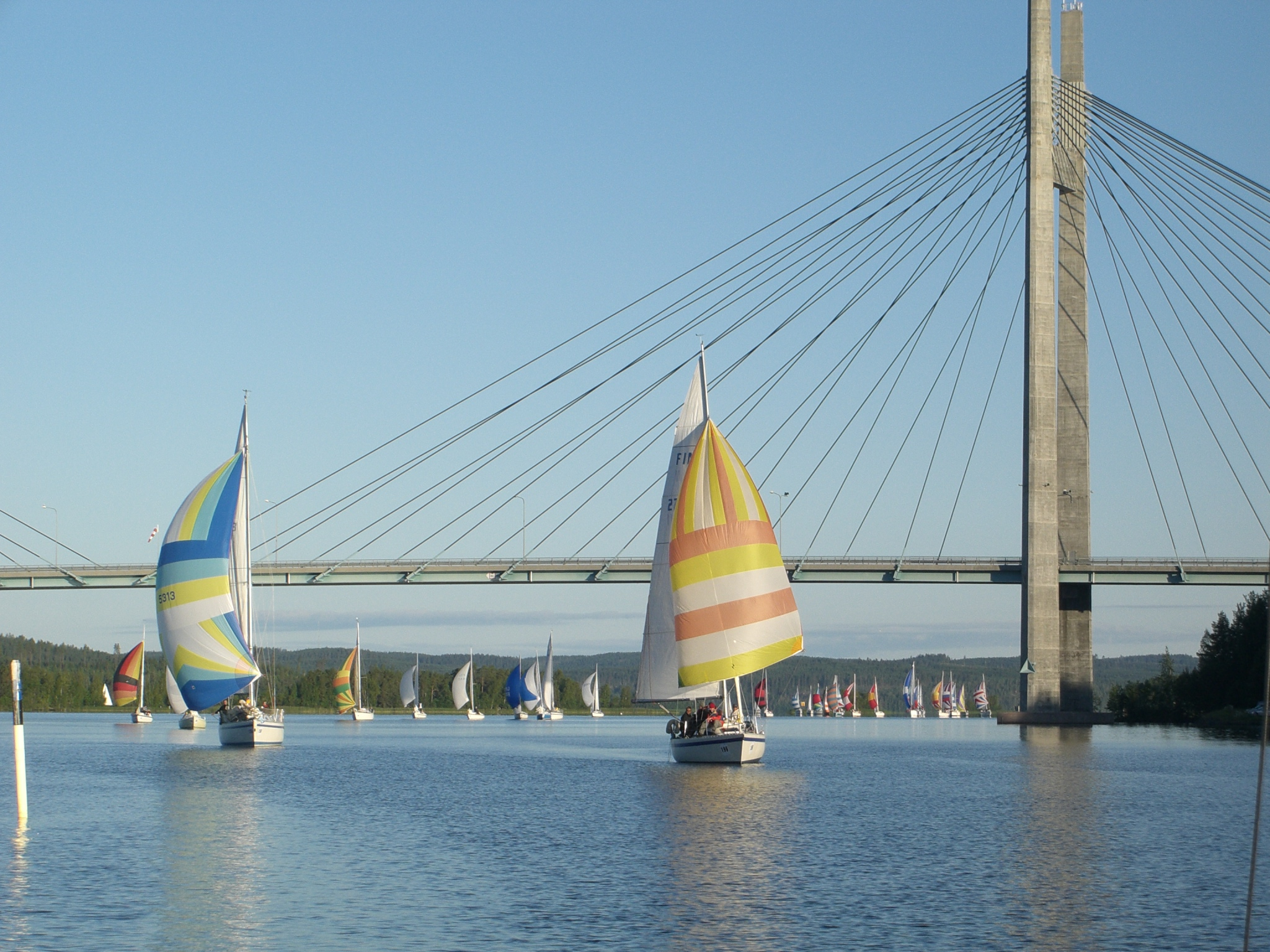
Dois navios de lazer navegando juntos.

O iatismo é uma atividade náutica recreativa usando barcos de médio / grande porte ou pequenos navios chamados coletivamente de iates. O iatismo se distingue de outras formas de navegação principalmente pelo foco prioritário no conforto e luxo, na dependência de marinas para atracação e normalmente apenas para lazeres sociais exclusivos, como cruzeiros, viagens de pesca ou corridas.
O termo "iate" deriva da palavra holandesa jacht, que significa "caça". Ao velar com veleiros, a atividade é simplesmente chamada de vela; e com lanchas, é chamado de lancha. Um clube náutico que atende apenas participantes de iates é conhecido como iate clube.

## Corrida

### História
A história da vela remonta aos tempos pré-históricos, mas acredita-se que a corrida de veleiros tenha começado na Holanda em algum momento do século 17. Logo, na Inglaterra, começaram a surgir "iates" de corrida personalizados. Em 1851, o Royal Yacht Squadron em Cowes desafiou o iate americano America. A corrida aconteceu no Solent. O America venceu a corrida e levou o troféu, a America's Cup, de volta aos Estados Unidos, onde, mantido pelo New York Yacht Club, permaneceu até 1983. A taça foi então perdida para o Royal Perth Yacht Club da Austrália, que inscreveu o Australia II na competição. Enquanto isso, as corridas de iates continuaram a evoluir, com o desenvolvimento de classes reconhecidas de iates de corrida, desde pequenos botes até enormes maxi iates.

### Costeira
Embora existam muitos tipos diferentes de embarcações de corrida, elas geralmente podem ser separadas em iates maiores, que são maiores e contêm instalações para viagens prolongadas, e embarcações de corrida portuárias menores, como botes e esquifes. Barcos menores geralmente não são chamados de iates, embora todos os barcos de recreio (ao contrário de embarcações comerciais ou militares) sejam iates. Hoje em dia, as corridas de iate são um esporte comum em todo o mundo desenvolvido, particularmente onde condições de vento favoráveis e acesso a corpos d'água de tamanho razoável estão disponíveis. A maioria dos iates é realizada em água salgada, mas embarcações menores podem ser disputadas em lagos e até grandes rios.

### Oceano
Iates maiores também são disputados em portos, mas as corridas de iates de maior prestígio são corridas de longa distância ponto a ponto em mar aberto. O mau tempo torna até mesmo o término dessas corridas um teste considerável de equipamento e força de vontade, e de vez em quando barcos e marinheiros se perdem no mar. Os eventos mais longos são as corridas de "volta ao mundo", que podem levar meses para serem concluídas, mas mais conhecidos são eventos como a corrida Fastnet no Reino Unido e a Sydney to Hobart Yacht Race ao longo da costa leste da Austrália. Grandes regatas são geralmente organizadas com um troféu de primeiro após o poste (chamado de "honras de linha") e sob um sistema de handicap que ajusta os tempos de chegada para as velocidades relativas do projeto dos barcos, teoricamente oferecendo a cada participante uma chance igual.
Enquanto os grupos de vela organizam o iatismo competitivo mais ativo e popular, outros eventos náuticos também são realizados em todo o mundo: corridas de lanchas; canoagem competitiva, caiaque e remo; e competições de navegação (geralmente um teste de habilidades de navegação celestes e baseadas em pontos de referência onde o GPS e outros equipamentos eletrônicos de navegação não são permitidos) estão entre os eventos organizados em todo o mundo. Iates especializados, como hidrofólios, hovercraft ou motos aquáticas também se envolvem em competições que envolvem teste de equipamento e habilidade (geralmente, habilidade em manobrar com segurança). Todos esses eventos fazem parte do mundo maior do iatismo, se forem feitos para fins recreativos ou esportivos.

## Cruzeiro

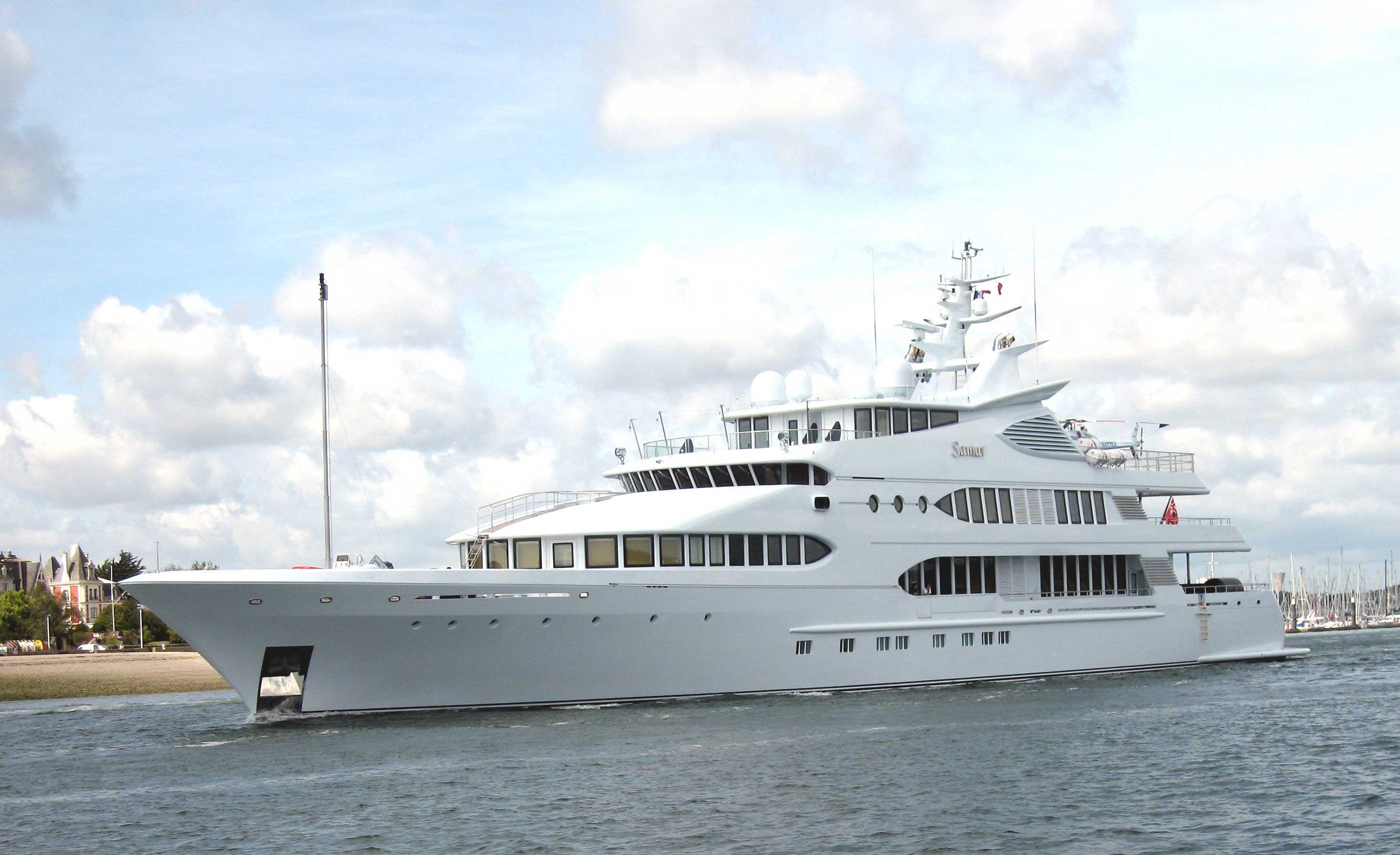
Um iate em Lorient, Bretanha, França

O cruzeiro envolve viajar de barco, seja através de uma baía, nos Grandes Lagos (nos EUA) ou de ilha em ilha no Pacífico Sul. Um cruzeiro seguro em longas distâncias requer um grau de autossuficiência e uma ampla gama de habilidades além do manuseio do barco. Conhecimento de tópicos como navegação, meteorologia, sistemas mecânicos e elétricos, rádio, primeiros socorros, sobrevivência no mar, nutrição e muito mais são necessários e podem salvar vidas ao cruzar para praias distantes. Nos EUA, os Esquadrões de Energia dos Estados Unidos oferecem cursos e certificações nessas habilidades. No Reino Unido, um sistema de certificação é administrado pela Royal Yachting Association. Sistemas semelhantes são oferecidos por organizações em outros países e normalmente incluem uma variedade de cursos, tanto teóricos quanto práticos.

## Pesca
A pesca offshore em águas verdes e azuis geralmente requer embarcações mais robustas e em condições de navegar que possam lidar com ondas mais fortes e condições climáticas mais imprevisíveis, e essas embarcações são tipicamente maiores, mais pesadas e precisam ser atracadas em uma marina. A maioria dos pescadores recreativos offshore aluga barcos em vez de possuí-los, e aqueles que exigem mais luxo vão para o aluguel de iates. Pescar durante o iatismo costuma ser um passatempo das classes alta e média alta, e há uma demanda por iates fretados com tripulação experiente e equipados e atendidos para prestígio e diversão.